# Khoa học sức khỏe
Khoa học chăm sóc sức khỏe (tiếng Anh: Healthcare science), hay còn được gọi là Khoa học Y sinh học (biomedical science), là một tập hợp các ngành khoa học ứng dụng áp dụng một hay nhiều phần của khoa học tự nhiên hay khoa học hình thức (formal science) để xây dựng và phát triển kiến thức, phương pháp can thiệp hay công nghệ có ích trong việc chăm sóc sức khỏe lâm sàng và sức khỏe cộng đồng. Các ngành như vi sinh y học, virus học lâm sàng, dịch tễ học, dịch tễ học di truyền và ngành kỹ thuật y sinh là các ngành khoa học y học. Tuy nhiên, mặc dù giải thích các cơ chế sinh lý học hoạt động trong các quá trình bệnh lý, sinh lý bệnh học lại có thể được coi là một ngành khoa học cơ bản.

## Vai trò của các ngành trong Khoa học chăm sóc sức khỏe
Hiện nay đã có ít nhất là 45 chuyên môn thuộc khoa học chăm sóc sức khỏe, thường được chia thành 3 nhóm:
- Nhóm chuyên môn liên quan đến liên ngành khoa học sự sống (life sciences)
- Nhóm chuyên môn liên quan đến sinh lý học người
- Nhóm chuyên môn liên quan đến vật lý y sinh hay ngành kỹ thuật sinh học

### Nhóm chuyên môn liên ngành khoa học sự sống
- Bệnh lý học giải phẫu
- Cầm máu và huyết khối nội mạch
- Cấy ghép/lưu trữ mô
- Chích tĩnh mạch (Phlebotomy)
- Di truyền phân tử và di truyền tế bào (Molecular and cytogenetics)
- Đảm bảo chất lượng bên ngoài
- Độc chất học phân tích
- Hóa sinh học lâm sàng
- Huyết học
- Khoa học truyền máu
- Miễn dịch học lâm sàng
- Mô và tế bào bệnh học (Histo and cytopathology)
- Phôi thai học lâm sàng
- Siêu vi (Electron microscopy)
- Tương hợp mô (Histocompatibility) và di truyễn miễn dịch (Immunogenetics)
- Tế bào học cổ tử cung
- Vi sinh học bao gồm cả nấm học
- Virus học

### Nhóm chuyên môn khoa học sinh lý
- Âm thanh học và thính trị liệu (Audiology and Hearing Therapy)
- Khoa học huyết mạch (Vascular science)
- Chức năng mạch-thần kinh tự chủ (autonomic neurovascular function)
- Khoa học về mắt và thị lực (Ophthalmic and vision science)
- Clinical perfusion
- Sinh lý học dạ dày – ruột
- Sinh lý học tim
- Sinh lý học về hô hấp và giấc ngủ
- Sinh lý thần kinh học
- Tiết niệu học (Urology)
- Y học chăm sóc tích cực

### Nhóm chuyên môn vật lý và ngành kỹ thuật sinh học
- An toàn phóng xạ và quan trắc phóng xạ (Radiation protection and monitoring)
- Điện tử y khoa (Medical electronics)
- Đo đạc lâm sàng (Clinical measurement)
- Khoa học và công nghệ về thận
- Maxillofacial prosthetics (Bộ phận giả hàm mặt)
- Ngành kỹ thuật cơ khí sinh học (Biomechanical engineering)
- Ngành kỹ thuật lâm sàng
- Ngành kỹ thuật phục hồi chức năng (Rehabilitation engineering)
- Ngành kỹ thuật y sinh
- Quản lý thiết bị
- Phóng xạ không ion hóa (Non-ionising radiation)
- Siêu âm
- Thiết kế kỹ thuật y học
- Tranh minh họa y khoa và nhiếp ảnh lâm sàng
- Vật lý xạ trị liệu (Radiotherapy physics)
- Vô tuyến học chẩn đoán (Diagnostic radiology) bao gồm Chụp cộng hưởng từ (MRI)
- Vô tuyến dược khoa (Radiopharmacy)
- Y hạt nhân